# ウィリアム・ラッセル (初代ベッドフォード公)
初代ベッドフォード公ウィリアム・ラッセル（William Russell, 1st Duke of Bedford, KG, PC, 1613年8月 - 1700年9月7日）は、清教徒革命（イングランド内戦）から王政復古期のイングランドの貴族・政治家。父は第4代ベッドフォード伯フランシス・ラッセル、母はチャンドス男爵ジャイルズ・ブリッジスの娘キャサリン。名誉革命の招聘者の1人で海軍卿に任命されたオーフォード伯エドワード・ラッセルは甥で婿に当たる。

## 生涯
オックスフォード大学モードリン・コレッジで教育を受けた後、1635年にスペインのマドリードへ留学、帰国後の1637年に父の反対を押し切りサマセット伯ロバート・カーとフランセス夫妻の娘アンと結婚、持参金12000ポンドを獲得した。1640年にタヴィストックで下院議員に選出されたがチャールズ1世が議会を解散（短期議会）、次の長期議会で再選出され1641年に亡くなった父の爵位を継承して第5代ベッドフォード伯となった。同時に上院議席も得られた。
1642年の第一次イングランド内戦で議会派に属してエッジヒルの戦いで王党派と戦ったが、チャールズ1世との和平を提唱して議会に拒絶され、孤立して王党派に寝返り、今度はグロスター包囲戦と第一次ニューベリーの戦いで議会派と戦った。しかしここでも和平を主張したため、王党派にも警戒され同年に議会派へ戻ったが、1644年に上院議席を取り除かれ政治から排除され、チャールズ1世処刑後に樹立されたイングランド共和国では逼塞していた。
1660年、王政復古でチャールズ2世がイングランド王に即位すると上院議席を回復、翌1661年のチャールズ2世の戴冠式では王笏を持つ役目を任された。1671年にプリマス知事に任じられ1672年の英蘭戦争でソールベイの海戦に参戦、戦後ガーター勲章を受勲された。しかし宗教ではプロテスタントでもイングランド国教会ではなく長老派教会を支持する非国教徒だったため、1675年に非国教徒の秘密集会に参加した妻が逮捕されている。また、王位排除法案を巡る対立では賛成派のホイッグ党に与したため、1682年にチャールズ2世から自治都市タヴィストックの自治権を取り上げられた。さらに翌1683年、ライハウス陰謀事件でホイッグ党員の息子ウィリアムが首謀者として処刑され、同年にウォバーン・アビーの屋敷で引退生活を送った。
1688年、名誉革命でジェームズ2世が追放され、翌1689年に即位したウィリアム3世・メアリー2世夫妻の戴冠式では再び王笏を運ぶ役目を果たし、ケンブリッジシャーとベッドフォードシャーの統監と枢密院議員に選ばれ、ライハウス陰謀事件で処刑されたウィリアムの名誉も回復された。そして1694年にはベッドフォード公爵とタヴィストック侯爵に叙爵され、1695年に孫のライオセスリーがホウランド男爵に叙爵され、一躍イングランドの名門貴族にのし上がった。甥のエドワードもウィリアム3世擁立の功績と1692年のバルフルール岬とラ・オーグの海戦で勝利したことで海軍卿に任命、オーフォード伯に叙爵された。1700年に87歳の高齢で死去、ライオセスリーがベッドフォード公位を継承した。

## 子女
アンとの間に11人の子を儲けた。
1. フランシス（1638年 - 1678年） - ラッセル卿、父に先立って死去
2. ウィリアム（1639年 - 1683年） - ラッセル卿、ライハウス陰謀事件で処刑。ライオセスリー・ラッセルの父。
3. ジョン（? - ?） - 夭折
4. エドワード（1642年 - 1714年）
5. ロバート（1645年 - 1703年）
6. アン（1650年 - 1657年）
7. ジェームズ（1651年 - 1712年）
8. ジョージ（1652年 - 1692年）
9. ダイアナ（1652年 - 1701年） - ウィロビー男爵グレヴィル・ヴェルニーと結婚、アリントン男爵ウィリアム・アリントンと再婚
10. キャサリン（? - ?） - 夭折
11. マーガレット（1656年 - 1702年） - 従弟に当たるオーフォード伯エドワード・ラッセルと結婚